# Skin (canção de Sabrina Carpenter)
"Skin" é uma canção da cantora estadunidense Sabrina Carpenter, gravada para seu futuro quinto álbum de estúdio. Foi lançada pela Island Records em 22 de janeiro de 2021 como primeiro single do álbum. A canção marca seu primeiro lançamento com Island depois de ter assinado com a Hollywood Records em 2014. Foi escrita por Carpenter, Tia Scola e seu produtor Ryan McMahon. "Skin" é uma balada synth-pop.

## Composição
"Skin" é uma balada synth-pop com duração de dois minutos e cinquenta e sete segundos. Foi escrita por Carpenter, Tia Scola e Ryan McMahon. McMahon, que também cuidou da produção da canção. "Skin" é composto na chave de Sol maior, e tem um ritmo de 105 batidas por minuto.
A canção chamou atenção dos internautas por supostamente ser uma resposta para a canção "Drivers License", da cantora Olivia Rodrigo, depois de rumores sobre um "triângulo amoroso" envolvendo elas e o cantor Joshua Bassett. Em entrevistas, Carpenter negou que a canção fosse uma diss track para Olivia, alegando que a canção foi escrita em outro sentido.

## Videoclipe
O videoclipe de "Skin" foi dirigido por Jason Lester e lançado em 1º de fevereiro de 2021. O vídeo conta com participação de Gavin Leatherwood, que interpreta o interesse amoroso de Carpenter.

## Créditos e pessoal
Créditos adaptados pelo Tidal.
- Sabrina Carpenter – vocais, composição, vocais de fundo
- Ryan McMahon – produção, composição, programação, engenharia de gravação
- Tia Scola – composição
- Kevin Reeves – masterização
- George Seara – mixagem

## Posições nas tabelas musicais
| Tabela musical (2021)                  | Melhor posição |
| -------------------------------------- | -------------- |
| Austrália (ARIA)                       | 61             |
| Bélgica (Ultratop 40 de Flandres)      | 41             |
| Canadá (Canadian Hot 100)              | 36             |
| Estados Unidos (Billboard Hot 100)     | 48             |
| Irlanda (IRMA)                         | 12             |
| Global 200 (Billboard)                 | 33             |
| Nova Zelândia (Hot Singles — RMNZ)     | 1              |
| Países Baixos (Dutch Top 40 Tipparade) | 24             |
| Países Baixos (Mega Single Top 100)    | 78             |
| Reino Unido (UK Singles Chart)         | 28             |
| Suíça (Schweizer Hitparade)            | 99             |